# Kalusj
Kalusj (ukrainska: Калуш uttal (fil); polska: Kałusz), är en stad vid foten av Karpaterna, i Ivano-Frankivsk oblast i västra Ukraina. Staden är en separat administrativ enhet, underordnad Ivano-Frankivsk oblast, och samtidigt administrativ huvudort för den omgivande Kaluskij rajon. Folkmängden uppgår till cirka 66 000 invånare (2021).
Viktiga lokala industrier är bearbetning inom livsmedel, kläder, kemikalier, hantverk, träsnideri och betong.